# 小川良介
小川 良介（おがわ りょうすけ、1962年〈昭和37年〉7月2日 - ）は、日本の農林水産官僚。

## 来歴
1962年（昭和37年）7月2日、神奈川県相模原市で出生。横浜市で育ち、聖光学院中学校・高等学校を経て、1987年（昭和62年）3月、東京大学法学部を卒業。同年4月、農林水産省へ入省。
消費・安全局総務課調査官、同局消費・安全政策課国際室長、同局国際基準課長、同局表示・規格課長、同局総務課長、農林水産省大臣官房参事官、政策統括官付参事官、農林水産省大臣官房審議官などを歴任。この他農畜産業振興機構で企画調整部長、総務部長を務めた。
2019年（令和元年）7月8日、内閣府食品安全委員会事務局長に就任。
2021年（令和3年）7月1日、農林水産省消費・安全局長に就任。
2022年（令和4年）6月28日、大臣官房付へ異動。同年7月1日、農林水産審議官に就任。
2024年（令和6年）7月5日、退職。同日、顧問に就任。
2025年（令和7年）3月11日、JA共済総合研究所理事長に就任。

## 年譜
- 1987年（昭和62年）
  - 3月 - 東京大学法学部卒業[1]
  - 4月 - 農林水産省入省[1]
- 2003年（平成15年）7月 - 消費・安全局総務課調査官[1]
- 2004年（平成16年）7月 - 消費・安全局消費・安全政策課国際室長[1]
- 2006年（平成18年）
  - 2月 - 農林水産省大臣官房参事官兼消費・安全局[1]
  - 8月 - 消費・安全局国際基準課長[1]
- 2009年（平成21年）5月 - 消費・安全局表示・規格課長[1]
- 2010年（平成22年）4月 - 独立行政法人農畜産業振興機構企画調整部長[1]
- 2011年（平成23年）9月 - 独立行政法人農畜産業振興機構総務部長[1]
- 2012年（平成24年）9月 - 農林水産省大臣官房参事官兼食料産業局[1]
- 2014年（平成26年）7月 - 消費・安全局総務課長[1]
- 2016年（平成28年）6月 - 政策統括官付参事官兼消費・安全局付[1]
- 2017年（平成29年）7月 - 農林水産省大臣官房審議官兼消費・安全局付[1]
- 2019年（令和元年）7月 - 内閣府食品安全委員会事務局長[7]
- 2021年（令和3年）7月 - 農林水産省消費・安全局長[1]
- 2022年（令和4年）7月 - 農林水産審議官[3]
- 2024年（令和6年）7月 - 退職、顧問[4][5]